# Église Saint-Gal de Langast
Pour les articles homonymes, voir Église Saint-Gal.
L'église Saint-Gal est une église catholique située à Langast (Côtes-d'Armor).

## Localisation
L'église est située dans le département français des Côtes-d'Armor, dans la commune de Langast.

## Historique
L'édifice est classé au titre des monuments historiques en 1981.
Saint Gal (dit Gal de Suisse) est un moine irlandais venu d'Irlande VIe siècle avec Saint Colomban. Après des tribulations en Gaule, il arrive à Langast vers l'an 600 où il  construit un ermitage. Il finit par rejoindre Saint Colomban en Suisse, où il construira un ermitage au bord de la rivière Steinach, origine de la célèbre abbaye de Saint-Gall.
La paroisse constituait une enclave dépendant de l'évêché de Dol dans l'évêché de Saint-Brieuc. En l'absence de sources il est difficile de dater l'édifice, mais la création de la paroisse semble ancienne, entre le IXe et le XIe siècle.
Le clocher a été construit au XIVe siècle.
Le chœur a été modifié au XVe siècle, substituant un chevet plat à l'abside semi-circulaire.
L'église fut longtemps datée majoritairement du XVIe siècle (son grand vitrail porte la date de 1508), ce qui correspond bien à l'aspect extérieur de l'édifice et à ses décors sculptés de style gothique.
Lors de la restauration effectuée entre 1982 et 1995 par les Monuments historiques, le piquetage des enduits a révélé dans la nef une structure romane enchâssée dans l'édifice du XVIe siècle, et des fresques exceptionnelles.

## Description

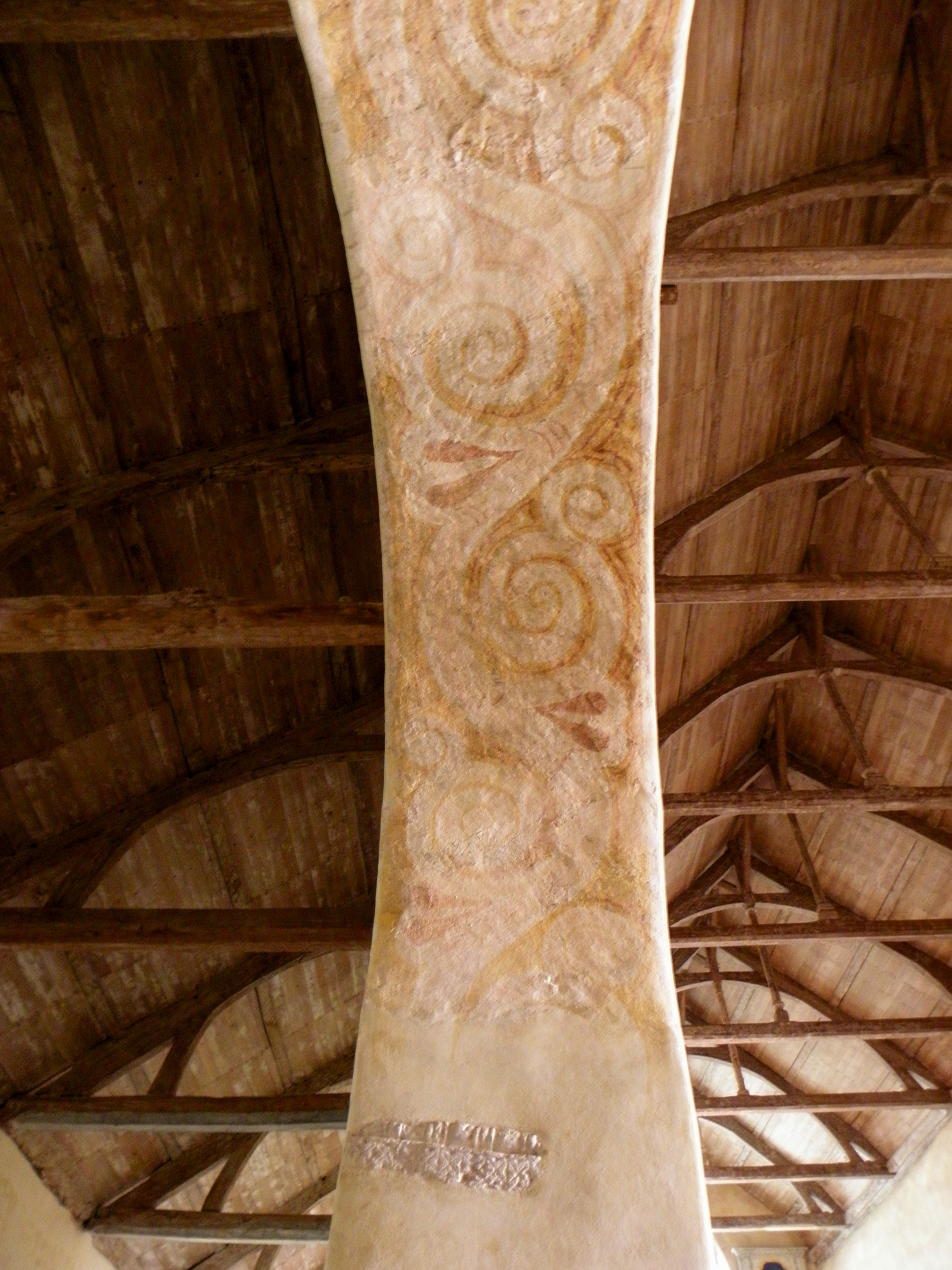
Fresque romane.

la nef romane de cinq travées flanquée de bas-côtés est couverte de charpente. Ses murs sont percés d'arcades de plein cintre retombant directement sur des piliers carrés sans imposte. Au dessus, le mur nu était percé de grandes fenêtres peu ébrasées montant jusqu'aux cintres, murées lors de la reconstruction qui a rehaussé la couverture des bas-côtés. À l'origine, elles éclairaient largement la nef bordée de collatéraux plus bas. On note la présence d'appareillage en opus sicatum dans les maçonneries de la façade occidentale. Ces dispositions caractéristiques du premier âge roman plaident pour une datation autour , ou plutôt avant l'an 1000.
Sous l'enduit, des fresques romanes exceptionnelles ont été découvertes à l'intrados des grandes arcades (ainsi que des fresques gothiques et du XVIIe siècle). Les peintures romanes représentent des figures d'anges et de saints en pieds accompagnées d'inscriptions au milieu d'un décor géométrique et végétal, et notamment une très rare représentation d'un Saint Michel psychopompe ( apport stylistique Byzantin , iconolàtre ) . Elles sont sans équivalent de par leur style et ne semblent influencées par aucune autre école régionale, contrairement aux autres peintures murales qui subsistent en Bretagne. Réalisées avec une gamme très réduite de pigments, elles sont très stylisées et rappellent par de nombreux égards les sculptures des chapiteaux romans bretons, notamment ceux de l'église Saint-Pierre-et-Saint-Paul de Fouesnant. Leur datation fait débat, allant du IXe au XIIe siècle. Xavier Barral i Altet y voit un rare exemple de fresques du début du XIe siècle. L'analyse des inscriptions accompagnant certaines figures et celle des vêtements les font dater du XIIe siècle pour d'autres spécialistes. Ou plutôt : fresques du X eme siècle , retouchées au douzième siècle .